# Josef Pichler (Politiker, 1869)
Josef Pichler (* 16. September 1869 in Spittal an der Drau; † 12. April 1927 ebenda) war ein österreichischer Gasthofbesitzer, Bürgermeister und Politiker.

## Leben
Pichler war der Sohn des Bürgermeisters und Realitätenbesitzers Josef Pichler und dessen Ehefrau Maria geborene Mischitz. Er war römisch-katholisch und blieb ledig.
Er lebte als Gastwirt in Spittal, wo er auch Gemeinderat und von 1905 bis 1911 Bürgermeister war. Daneben war er Obmann des Schulausschusses in Spittal, Ausschussmitglied der Kärntner Landsmannschaft und Ausschussmitglied des Deutschen Volksvereins für Kärnten.
Vom 21. September 1909 bis zum 20. September 1915 war er Abgeordneter im Kärntner Landtag. Im Landtag war er Mitglied des Rechtsausschusses und gehörte dem Klub DVP an.